# Trambly
Trambly ist eine französische Gemeinde mit 356 Einwohnern (Stand: 1. Januar 2022) im Département Saône-et-Loire in der Region Bourgogne-Franche-Comté. Die Gemeinde befindet sich im Arrondissement Mâcon und gehört zum Kanton La Chapelle-de-Guinchay (bis 2015: Kanton Matour).

## Geographie
Trambly liegt etwa 23 Kilometer westnordwestlich von Mâcon. Umgeben wird Trambly von den Nachbargemeinden Montagny-sur-Grosne im Norden und Nordosten, Tramayes im Osten, Saint-Léger-sous-la-Bussière im Süden und Südosten, Matour im Westen und Südwesten sowie Dompierre-les-Ormes im Nordwesten.

## Bevölkerungsentwicklung
| Jahr                      | 1962 | 1968 | 1975 | 1982 | 1990 | 1999 | 2006 | 2013 |
| Einwohner                 | 508  | 476  | 356  | 339  | 344  | 374  | 385  | 401  |
| Quelle: Cassini und INSEE |      |      |      |      |      |      |      |      |

## Sehenswürdigkeiten
- Kirche Saint-Pantaléon